# Kontrollratsgesetz Nr. 1 betreffend die Aufhebung von NS-Recht
Durch das vom Alliierten Kontrollrat erlassene Kontrollratsgesetz Nr. 1 betreffend die Aufhebung von NS-Recht vom 20. September 1945 (kurz: Kontrollratsgesetz Nr. 1) wurden zahlreiche namentlich aufgeführte Ausnahmegesetze des nationalsozialistischen Regimes aufgehoben, einschließlich aller zusätzlichen Gesetze, Durchführungsbestimmungen, Verordnungen und Erlasse. Auch durfte ausdrücklich keine deutsche Gesetzesverfügung mehr angewendet werden, die jemanden „auf Grund seiner Rasse, Staatsangehörigkeit, seines Glaubens oder seiner Opposition zur Nationalsozialistischen Deutschen Arbeiterpartei oder ihrer Lehren“ benachteiligen könnte.
Das Ermächtigungsgesetz hatte ab 1933 die Weimarer Reichsverfassung bzw. das Funktionieren der Organe der Republik überlagert. Seine Aufhebung hätte theoretisch die Weiterführung der republikanischen Staatsordnung ermöglicht. Doch die Machtfülle des Alliierten Kontrollrats und der einzelnen Besatzungsmächte stand wiederum über den alten Bestimmungen der Reichsverfassung.
Für die Bundesrepublik endete die Geltung des Kontrollratsgesetzes Nr. 1 mit Inkrafttreten des Ersten Gesetzes zur Aufhebung des Besatzungsrechts vom 30. Mai 1956 (BGBl. I S. 437). Für die Deutsche Demokratische Republik (DDR) wurde das Kontrollratsgesetz Nr. 1 am 20. September 1955 vom Ministerrat der UdSSR aufgehoben.

## Explizit aufgehobene Gesetze
- Gesetz zur Behebung der Not von Volk und Reich vom 24. März 1933 (RGBl. I S. 41),
- Gesetz zur Wiederherstellung des Berufsbeamtentums vom 7. April 1933 (RGBl. I S. 175),
- Gesetz zur Änderung von Vorschriften des Strafrechts und des Strafverfahrens vom 24. April 1934 (RGBl. I S. 341),
- Gesetz zum Schutze der nationalen Symbole vom 19. Mai 1933 (RGBl. I S. 285),
- Gesetz gegen die Neubildung von Parteien vom 14. Juli 1933 (RGBl. I S. 479),
- Gesetz über Volksabstimmung vom 14. Juli 1933 (RGBl. I S. 479),
- Gesetz zur Sicherung der Einheit von Partei und Staat vom 1. Dezember 1933 (RGBl. I S. 1016),
- Gesetz gegen heimtückische Angriffe auf Staat und Partei und zum Schutz der Parteiuniformen vom 20. Dezember 1934 (RGBl. I S. 1269),
- Nürnberger Gesetze:
  - Reichsflaggengesetz vom 15. September 1935 (RGBl. I S. 1145),
  - Gesetz zum Schutze des deutschen Blutes und der deutschen Ehre vom 15. September 1935 (RGBl. I S. 1146),
  - Reichsbürgergesetz vom 15. September 1935 (RGBl. I S. 1146),
- Preußisches Gesetz über die Geheime Staatspolizei vom 10. Februar 1936 (PreußGS. S. 21),
- Gesetz über die Hitler-Jugend vom 1. Dezember 1936 (RGBl. I S. 933),
- Verordnung gegen die Unterstützung der Tarnung jüdischer Gewerbebetriebe vom 22. April 1938 (RGBl. I S. 404),
- Verordnung über die Anmeldung des Vermögens von Juden vom 26. April 1938 (RGBl. I S. 414),
- Gesetz zur Änderung der Gewerbeordnung für das Deutsche Reich vom 6. Juli 1938 (RGBl. I S. 823),
- Zweite Verordnung zur Durchführung des Gesetzes über die Änderung von Familiennamen und Vornamen vom 17. August 1938 (RGBl. I S. 1044),
- Verordnung über Reisepässe von Juden vom 5. Oktober 1938 (RGBl. I S. 1342),
- Verordnung zur Ausschaltung der Juden aus dem deutschen Wirtschaftsleben vom 12. November 1938 (RGBl. I S. 1580),
- Polizeiverordnung über das Auftreten der Juden in der Öffentlichkeit vom 28. November 1938 (RGBl. I S. 1676),
- Verordnung über den Nachweis deutschblütiger Abstammung vom 1. August 1940 (RGBl. I S. 1063),
- Polizeiverordnung über die Kennzeichnung der Juden vom 1. September 1941 (RGBl. I S. 547),
- Verordnung über die Beschäftigung von Juden vom 3. Oktober 1941 (RGBl. I S. 675),
- Erlaß des Führers über die Rechtsstellung der NSDAP vom 12. Dezember 1942 (RGBl. I S. 733),
- Polizeiverordnung über die Kenntlichmachung der im Reich befindlichen Ostarbeiter und -arbeiterinnen vom 19. Juni 1944 (RGBl. I S. 147).

## Implizit aufgehobene Gesetze (Auswahl)
- Gesetz über den Widerruf von Einbürgerungen und die Aberkennung der deutschen Staatsangehörigkeit vom 14. Juli 1933 (RGBl. I S. 480).
- Gesetz über die Zulassung zur Rechtsanwaltschaft vom 7. April 1933 (RGBl. I S. 188).